# Jeon Eun-hye
Jeon Eun-hye (n. 1 august 1997, Daejeon, Coreea de Sud) este o scrimeră sud-coreeană, medaliată olimpică. A participat la o ediție a Jocurilor Olimpice (2024) în care a câștigat o medalie de argint.

## Participări
Lista de mai jos prezintă principalele competiții la care a participat Jeon Eun-hye de-a lungul carierei.
- Sabie feminin pe echipe la Jocurile Olimpice de vară din 2024